# Royal Birkdale Golf Club
Le Royal Birkdale Golf Club est un parcours de golf situé à Southport en Angleterre. Il s'agit d'un link faisant partie de la rotation de l'Open britannique depuis 1954. Il accueille en 2008 l'édition. Il s'agit du seul parcours de la rotation actuelle à n'avoir jamais connu un champion britannique. Il a également été l'hôte de la Ryder Cup, la Walker Cup ou la Curtis Cup.
Construit en 1889, le Birkdale Golf Club a attendu 1951 pour obtenir le statut de "Royal". En 1946, il accueille son premier grand tournoi avec le championnat d'Angleterre amateur, puis la Curtis Cup en 1948, la Walker Cup en 1951 avant d'être inclus dans la rotation de l'Open britannique.

## Vainqueurs de l'Open britannique au Royal Birkdale Golf Club
- 1854 : Peter Thomson
- 1961 : Arnold Palmer
- 1965 : Peter Thomson
- 1971 : Lee Trevino
- 1976 : Johnny Miller
- 1983 : Tom Watson
- 1991 : Ian Baker-Finch
- 1998 : Mark O'Meara
- 2008 : Padraig Harrington
- 2017 : Jordan Spieth